# Luciano Odorisio

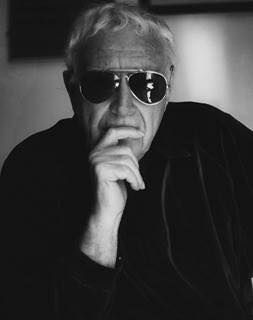
Luciano Odorisio (2017)

Luciano Odorisio (* 7. März 1942 in Chieti) ist ein italienischer Filmregisseur und Drehbuchautor.

## Leben
Odorisio war bei seinem Bekannten Guido Celano Ende der 1960er Jahre zweimal als Schauspieler und Regieassistent tätig und blieb dann in letzterer Aufgabe bis 1970 dem Entstehen einiger Filme verbunden, darunter auch Werken der Gebrüder Paolo und Vittorio Taviani, Marco Ferreri und Maurizio Ponzi. Während des folgenden Jahrzehntes arbeitete er ausschließlich für das Fernsehen, oft mit Silverio Blasi und drehte 1979 auch für den Bildschirm seinen ersten eigenen Film, Educativa autorizzato. Damit gewann er den Premio Rizzoli für das beste Erstlingswerk. In den 1980er Jahren folgten beim Publikum erfolgreiche Filme wie der bemerkenswerte und in Venedig prämierte Sciopèn, danach künstlerisch allerdings wenig aufregende Filme wie den Kostümthriller La monaca di Monza für die große Leinwand. Im neuen Jahrtausend kehrte er wieder zum Fernsehen zurück, für das er Kriminalfilme und andere Stoffe verfilmte. Dabei löste Il mio figlio mit Lando Buzzanca in einer der Hauptrollen 2005 Kontroversen aus, da Odorisio einen homosexuellen Charakter etablierte, ohne dessen Neigung zu hinterfragen.

## Filmografie (Auswahl)
- 1966: Uccideva a freddo (Darsteller)
- 1979: Educativa autorizzato
- 1985: Dolce Vita – Nicht für uns (Magic Moments)
- 1986: The Devils of Monza (La monaca di Monza)
- 1988: Der Abschiedsbrief (Via Paradiso)
- 1999: Senza movente
- 2013: Pupetta – il coraggio e la passione (Fernsehserie)